# Ptychostomella papillata
Ptychostomella papillata är en djurart som tillhör fylumet bukhårsdjur, och som beskrevs av Lee och Chang 2003. Ptychostomella papillata ingår i släktet Ptychostomella och familjen Thaumastodermatidae. Inga underarter finns listade i Catalogue of Life.